# Itaú Cultural
Ne doit pas être confondu avec Enciclopédia Itaú Cultural.
L'Institut Itaú Cultural est une institution culturelle brésilienne. Créée en 1986 par Olavo Egydio Setúbal par la loi no 7505 du 3 octobre 1986, elle vise à cartographier les manifestations artistiques et à encourager la recherche et la production artistiques et théoriques liées aux segments culturels les plus divers.
« L'Institut Itaú Cultural a pour objectif d'encourager, de promouvoir et de rechercher les langages artistiques et les événements culturels, ainsi que de préserver le patrimoine culturel du pays, en action directe ou de manière associée », selon le statut de sa création.
La cartographie des segments est réalisée à l'aide du programme Rumos, arts visuels, cinéma, danse, éducation, journalisme culturel, littérature, musique, recherche, théâtre, la Biennale de l'Emotion Art.ficiel et ses encyclopédies en ligne qui forment ses principales lignes d'action.
Elle a été élue par le Great Place to Work Institute (GPTW) comme l'une des cent meilleures entreprises pour lesquelles travailler au Brésil.
Le site est un institut destiné à la recherche et à la production de contenu, et parvient à recevoir jusqu'à trois expositions (toujours gratuites) simultanément, qui amènent généralement la trajectoire de musiciens, acteurs, peintres, artistes, entre autres personnalités qui ont contribué au savoir national.